# Vuelta a Suiza 2007
La Vuelta a Suiza 2007 fue la 71.ª edición de la Vuelta a Suiza que tuvo lugar del 16 al 24 de junio. Como es habitual, la carrera empezó con un prólogo y presentó una contrarreloj individual larga. Además, los corredores también tuvieron que afrontar diversas etapas de montaña en los Alpes suizos, incluyendo el Grimselpass, unos 12.1 kilómetros con una pendiente media de 6.6 % y máximas de 10 %. La carrera también visitó los países vecinos de Liechtenstein y Austria.
Los primeros cuatro clasificados de la edición del 2006 edición, Jan Ullrich, Koldo Gil, Jörg Jaksche y Ángel Vicioso no participaron en 2007, cuando de una manera u otra estuvieron afectados por la Operación Puerto. Koldo Gil era el único uno de estos corredores quién no se quedó sin equipo, después de que Ullrich fuera despedido de T-Mobile y Vicioso y Jaksche de que el Liberty Seguros desapareciera.

## Equipos participantes
| N.      | Cod. | Equipo                |
| ------- | ---- | --------------------- |
| 1-8     | TMO  | T-Mobile              |
| 11-18   | CSC  | Team CSC              |
| 21-28   | LIQ  | Liquigas              |
| 31-38   | A2R  | AG2R Prévoyance       |
| 41-48   | SDV  | Saunier Duval-Prodir  |
| 51-58   | DSC  | Discovery Channel     |
| 61-68   | RAB  | Rabobank              |
| 71-78   | AST  | Astana Team           |
| 81-88   | GCE  | Caisse d'Epargne      |
| 91-98   | QSI  | Quick Step-Innergetic |
| 101-108 | PRL  | Predictor-Lotto       |

| N.      | Cod. | Equip              |
| ------- | ---- | ------------------ |
| 111-118 | LAM  | Lampre-Fondital    |
| 121-128 | GST  | Team Gerolsteiner  |
| 131-138 | C.A  | Crédit Agricole    |
| 141-148 | BTL  | Bouygues Télécom   |
| 151-158 | EUS  | Euskaltel-Euskadi  |
| 161-168 | FDJ  | Française des Jeux |
| 171-178 | COF  | Cofidis            |
| 181-188 | UNI  | Unibet.com         |
| 191-198 | MRM  | Team Milram        |
| 201-208 | VBG  | Team Volksbank     |

## Resultados de las etapas
| Etapa     | Fecha       | Recorrido                             | km    | Vencedor de etapa | Líder de la general |
| --------- | ----------- | ------------------------------------- | ----- | ----------------- | ------------------- |
| Pr        | 16 de junio | Olten - Olten (CRI)                   | 3,8   | Fabian Cancellara | Fabian Cancellara   |
| 1.ª etapa | 17 de junio | Olten - Lucerna                       | 157,2 | Erik Zabel        | Fabian Cancellara   |
| 2.ª etapa | 18 de junio | Brunnen - Nauders Austria             | 228,7 | Alessandro Proni  | Fabian Cancellara   |
| 3.ª etapa | 19 de junio | Nauders Austria - Vaduz Liechtenstein | 167,2 | Fränk Schleck     | Fränk Schleck       |
| 4.ª etapa | 20 de junio | Vaduz Liechtenstein - Giubiasco       | 192,8 | Robbie McEwen     | Fränk Schleck       |
| 5.ª etapa | 21 de junio | Giubiasco - Crans-Montana             | 190,8 | Thomas Dekker     | Vladimir Efimkin    |
| 6.ª etapa | 22 de junio | Ulrichen - Grimselpass                | 125,7 | Vladimir Gusev    | Vladimir Efimkin    |
| 7.ª etapa | 23 de junio | Innertkirchen - Schwarzsee            | 152,5 | Rigoberto Urán    | Vladimir Efimkin    |
| 8.ª etapa | 24 de junio | Berna - Berna (CRI)                   | 33,7  | Fabian Cancellara | Vladimir Karpets    |

## Etapas

### 1.ª Etapa
- 2007-06-16: Olten, 3.8 km (ITT)[1]

| Resultado y Clasificación General después de la 1.ª etapa \| \| Ciclista \| Equipo \| Tiempo \| UCI ProTourPoints \| \| - \| ----------------- \| ---------------- \| ------ \| ----------------- \| \| 1 \| Fabian Cancellara \| Team CSC \| 4' 20" \| 3 pts \| \| 2 \| Daniele Bennati \| Lampre-Fondital \| + 8" \| 2 pts \| \| 3 \| Iván Gutiérrez \| Caisse d'Epargne \| + 9" \| 1 pt \| \| 4 \| William Bonnet \| Crédit Agricole \| + 10" \| \| \| 5 \| Stuart O'Grady \| Team CSC \| + 10" \| \| |                   |                  |        |                   |
| | Ciclista          | Equipo           | Tiempo | UCI ProTourPoints |
| 1 | Fabian Cancellara | Team CSC         | 4' 20" | 3 pts             |
| 2 | Daniele Bennati   | Lampre-Fondital  | + 8"   | 2 pts             |
| 3 | Iván Gutiérrez    | Caisse d'Epargne | + 9"   | 1 pt              |
| 4 | William Bonnet    | Crédit Agricole  | + 10"  |                   |
| 5 | Stuart O'Grady    | Team CSC         | + 10"  |                   |

### 2.ª Etapa
- 2007-06-17: Olten > Lucerna, 158.6 km[2]

|   | Ciclista          | Equipo          | Tiempo     | UCI ProTourPoints |
| - | ----------------- | --------------- | ---------- | ----------------- |
| 1 | Erik Zabel        | Team Milram     | 4h 04' 56" | 3 pts             |
| 2 | Daniele Bennati   | Lampre-Fondital | s.t.       | 2 pts             |
| 3 | Fabian Cancellara | Team CSC        | s.t.       | 1 pt              |
| 4 | Stuart O'Grady    | Team CSC        | s.t.       |                   |
| 5 | Murilo Fisher     | Liquigas        | s.t.       |                   |

|   | Ciclista          | Equipo           | Tiempo     |
| - | ----------------- | ---------------- | ---------- |
| 1 | Fabian Cancellara | Team CSC         | 4h 09' 10" |
| 2 | Daniele Bennati   | Lampre-Fondital  | + 7"       |
| 3 | Iván Gutiérrez    | Caisse d'Epargne | + 15"      |
| 4 | William Bonnet    | Crédit Agricole  | + 16"      |
| 5 | Stuart O'Grady    | Team CSC         | + 16"      |

### 3.ª Etapa
- 2007-06-18: Brunnen > Nauders, 228.7 km[3]

|   | Ciclista         | Equipo                | Tiempo     | UCI ProTourPoints |
| - | ---------------- | --------------------- | ---------- | ----------------- |
| 1 | Alessandro Proni | Quick Step-Innergetic | 6h 02' 17" | 3 pts             |
| 2 | Xavier Florencio | Bouygues Telecom      | + 7"       | 2 pts             |
| 3 | Kim Kirchen      | T-Mobile Team         | + 7"       | 1 pt              |
| 4 | Cristian Moreni  | Cofidis               | + 7"       |                   |
| 5 | Fränk Schleck    | Team CSC              | + 7"       |                   |

|   | Ciclista          | Equipo                | Tiempo      |
| - | ----------------- | --------------------- | ----------- |
| 1 | Fabian Cancellara | Team CSC              | 10h 11' 34" |
| 2 | Alessandro Proni  | Quick Step-Innergetic | + 2"        |
| 3 | Kim Kirchen       | T-Mobile Team         | + 14"       |
| 4 | Xavier Florencio  | Bouygues Telecom      | + 15"       |
| 5 | Martin Elmiger    | Ag2r                  | + 17"       |

### 4.ª Etapa
- 2007-06-19: Nauders > Triesenberg@–Malbun, 167.2 km[4]

|   | Ciclista                   | Equipo               | Tiempo     | UCI ProTourPoints |
| - | -------------------------- | -------------------- | ---------- | ----------------- |
| 1 | Fränk Schleck              | Team CSC             | 4h 20' 37" | 3 pts             |
| 2 | Vladimir Efimkin           | Caisse d'Epargne     | + 32"      | 2 pts             |
| 3 | José Ángel Gómez Marchante | Saunier Duval-Prodir | + 42"      | 1 pt              |
| 4 | Matteo Carrara             | Unibet.com           | + 48"      |                   |
| 5 | Kim Kirchen                | T-Mobile Team        | + 48"      |                   |

|   | Ciclista                   | Equipo               | Tiempo      |
| - | -------------------------- | -------------------- | ----------- |
| 1 | Fränk Schleck              | Team CSC             | 14h 32' 24" |
| 2 | Vladimir Efimkin           | Caisse d'Epargne     | + 49"       |
| 3 | Kim Kirchen                | T-Mobile Team        | + 49"       |
| 4 | José Ángel Gómez Marchante | Saunier Duval-Prodir | + 58"       |
| 5 | Matteo Carrara             | Unibet.com           | + 1' 05"    |

### 5.ª Etapa
- 2007-06-20: Vaduz > Giubiasco, 194.1 km[5]

|   | Ciclista        | Equipo          | Tiempo     | UCI ProTourPoints |
| - | --------------- | --------------- | ---------- | ----------------- |
| 1 | Robbie McEwen   | Predictor–Lotto | 4h 55' 39" | 3 pts             |
| 2 | Daniele Bennati | Lampre-Fondital | s.t.       | 2 pts             |
| 3 | Erik Zabel      | Team Milram     | s.t.       | 1 pt              |
| 4 | Murilo Fisher   | Liquigas        | s.t.       |                   |
| 5 | Cristian Moreni | Cofidis         | s.t.       |                   |

|   | Ciclista                   | Equipo               | Tiempo      |
| - | -------------------------- | -------------------- | ----------- |
| 1 | Fränk Schleck              | Team CSC             | 19h 28' 03" |
| 2 | Vladimir Efimkin           | Caisse d'Epargne     | + 49"       |
| 3 | Kim Kirchen                | T-Mobile Team        | + 49"       |
| 4 | José Ángel Gómez Marchante | Saunier Duval-Prodir | + 58"       |
| 5 | Matteo Carrara             | Unibet.com           | + 1' 05"    |

### 6.ª Etapa
- 2007-06-21: Giubiasco > Crans-Montana, 190.5 km

Debido a una granizada, la organización de la carrera canceló la etapa. La etapa fue retomada más tarde en Ulrichen y se acortaron 95 kilómetros. El hors categorie de Nufenenpass fue cancelado también.
|   | Ciclista         | Equipo               | Tiempo     | UCI ProTourPoints |
| - | ---------------- | -------------------- | ---------- | ----------------- |
| 1 | Thomas Dekker    | Rabobank             | 2h 28' 00" | 3 pts             |
| 2 | Gerrit Glomser   | Team Volksbank       | + 8"       | N/Un              |
| 3 | Gilberto Simoni  | Saunier Duval-Prodir | + 11"      | 1 pt              |
| 4 | Vladimir Karpets | Caisse d'Epargne     | + 11"      |                   |
| 5 | Damiano Cunego   | Lampre-Fondital      | + 11"      |                   |

|   | Ciclista                   | Equipo               | Tiempo      |
| - | -------------------------- | -------------------- | ----------- |
| 1 | Vladimir Efimkin           | Caisse d'Epargne     | 21h 57' 03" |
| 2 | José Ángel Gómez Marchante | Saunier Duval-Prodir | + 9"        |
| 3 | Fränk Schleck              | Team CSC             | + 21"       |
| 4 | Matteo Carrara             | Unibet.com           | + 26"       |
| 5 | Vladimir Karpets           | Caisse d'Epargne     | + 30"       |

### 7.ª Etapa
- 2007-06-22: Ulrichen > Grimselpass, 125.7 km[7]

|   | Ciclista         | Equipo            | Tiempo     | UCI ProTourPoints |
| - | ---------------- | ----------------- | ---------- | ----------------- |
| 1 | Vladimir Gusev   | Discovery Channel | 3h 53' 50" | 3 pts             |
| 2 | Chris Horner     | Unibet.com        | + 2' 02"   | 2 pts             |
| 3 | Andreas Klöden   | Astana Team       | + 2' 37"   | 1 pt              |
| 4 | Marzio Bruseghin | Lampre-Fondital   | + 2' 37"   |                   |
| 5 | Beat Zberg       | Team Gerolsteiner | + 3' 00"   |                   |

|   | Ciclista         | Equipo           | Tiempo      |
| - | ---------------- | ---------------- | ----------- |
| 1 | Vladimir Efimkin | Caisse d'Epargne | 24h 55' 08" |
| 2 | Kim Kirchen      | T-Mobile Team    | + 24"       |
| 3 | Vladimir Karpets | Caisse d'Epargne | + 30"       |
| 4 | Matteo Carrara   | Unibet.com       | + 31"       |
| 5 | Fränk Schleck    | Team CSC         | + 33"       |

### 8.ª Etapa
- 2007-06-23: Innertkirchen > Schwarzsee, 152.5 km[8]

|   | Ciclista          | Equipo            | Tiempo     | UCI ProTourPoints |
| - | ----------------- | ----------------- | ---------- | ----------------- |
| 1 | Rigoberto Urán    | Unibet.com        | 3h 28' 51" | 3 pts             |
| 2 | Cristian Moreni   | Cofidis           | + 2"       | 2 pts             |
| 3 | Andreas Klöden    | Astana Team       | s.t.       | 1 pt              |
| 4 | Stefan Schumacher | Team Gerolsteiner | s.t.       |                   |
| 5 | Gerrit Glomser    | Team Volksbank    | s.t.       |                   |

|   | Ciclista         | Equipo           | Tiempo      |
| - | ---------------- | ---------------- | ----------- |
| 1 | Vladimir Efimkin | Caisse d'Epargne | 29h 24' 01" |
| 2 | Kim Kirchen      | T-Mobile Team    | + 24"       |
| 3 | Vladimir Karpets | Caisse d'Epargne | + 30"       |
| 4 | Matteo Carrara   | Unibet.com       | + 31"       |
| 5 | Fränk Schleck    | Team CSC         | + 33"       |

### 9.ª Etapa
- 2007-06-24: Bern, 34.2 km (ITT)[9]

|   | Ciclista          | Equipo            | Tiempo   | UCI ProTourPoints |
| - | ----------------- | ----------------- | -------- | ----------------- |
| 1 | Fabian Cancellara | Team CSC          | 41' 46"  | 3 pts             |
| 2 | Andreas Klöden    | Astana Team       | + 20"    | 2 pts             |
| 3 | Stefan Schumacher | Team Gerolsteiner | + 33"    | 1 pt              |
| 4 | Stijn Devolder    | Discovery Channel | + 1' 04" |                   |
| 5 | Vladimir Gusev    | Discovery Channel | + 1' 05" |                   |

|   | Ciclista         | Equipo            | Tiempo      |
| - | ---------------- | ----------------- | ----------- |
| 1 | Vladimir Karpets | Caisse d'Epargne  | 30h 07' 23" |
| 2 | Kim Kirchen      | T-Mobile Team     | + 1' 04"    |
| 3 | Stijn Devolder   | Discovery Channel | + 1' 30"    |
| 4 | Matteo Carrara   | Unibet.com        | + 1' 30"    |
| 5 | Damiano Cunego   | Lampre-Fondital   | + 1' 41"    |

## Clasificaciones finales

### Clasificación general
|    | Ciclista         | Equipo            | Tiempo      | UCI ProTourPoints |
| -- | ---------------- | ----------------- | ----------- | ----------------- |
| 1  | Vladimir Karpets | Caisse d'Epargne  | 30h 07' 23" | 50                |
| 2  | Kim Kirchen      | T-Mobile Team     | + 1' 04"    | 40                |
| 3  | Stijn Devolder   | Discovery Channel | + 1' 30"    | 35                |
| 4  | Matteo Carrara   | Unibet.com        | + 1' 30"    | 30                |
| 5  | Damiano Cunego   | Lampre-Fondital   | + 1' 41"    | 25                |
| 6  | Vladimir Efimkin | Caisse d'Epargne  | + 1' 46"    | 20                |
| 7  | Fränk Schleck    | Team CSC          | + 1' 47"    | 15                |
| 8  | Gerrit Glomser   | Team Volksbank    | + 2' 50"    | 10                |
| 9  | Rigoberto Urán   | Unibet.com        | + 3' 16"    | 5                 |
| 10 | Andreas Klöden   | Astana Team       | + 3' 19"    | 2                 |

### Clasificación de puntos
|   | Ciclista          | Equipo          | Puntos |
| - | ----------------- | --------------- | ------ |
| 1 | Daniele Bennati   | Lampre-Fondital | 60     |
| 2 | Fabian Cancellara | Team CSC        | 57     |
| 3 | Andreas Klöden    | Astana Team     | 50     |

### Clasificación de la montaña
|   | Ciclista         | Equipo            | Puntos |
| - | ---------------- | ----------------- | ------ |
| 1 | Vladimir Gusev   | Discovery Channel | 45     |
| 2 | Daniel Navarro   | Astana Team       | 36     |
| 3 | Marzio Bruseghin | Lampre-Fondital   | 34     |

### Clasificación de sprint
|   | Ciclista        | Equipo         | Puntos |
| - | --------------- | -------------- | ------ |
| 1 | Florian Stalder | Team Volksbank | 29     |
| 2 | Luis Pasamontes | Unibet.com     | 14     |
| 3 | René Weissinger | Team Volksbank | 12     |

### Clasificación de equipo
|   | Nombre de equipo  | País           | Tiempo      |
| - | ----------------- | -------------- | ----------- |
| 1 | Caisse d'Epargne  | España         | 90h 27' 56" |
| 2 | Unibet.com        | Suecia         | + 4' 29"    |
| 3 | Discovery Channel | Estados Unidos | + 8' 50"    |